# Esma Redžepova
Esma Redžepova (en macedonio: Есма Реџепова; 8 de agosto de 1943-11 de diciembre de 2016) fue una cantante, compositora, humanitarista macedonia romaní. Durante su trayectoria profesional actuó en más de 9000 conciertos en 30 países, y junto a su marido Stevo Teodosievski acogió a cuarenta y siete niños, recibiendo varios reconocimientos por su labor humanitaria. Creó más de 500 obras de arte. Esto incluye entre otros, 108 singles, 20 álbumes, y 6 películas.

## Origen e inicios
Redžepova nació el 8 de agosto de 1943 en Skopie, RSF Yugoslavia (hoy día Macedonia del Norte). Es la segunda más joven de entre seis hermanos de una familia romaní. Su padre alternaba trabajos como portero, cantante, percusionista, forzudo de circo y limpiabotas. Sus padres pusieron empeño en que los seis niños completarán la escuela primaria. Con nueve años Esma fue introducida por uno de sus hermanos en una organización local de música romaní, donde pudo aprender ritmos complejos rápidamente. Su madre animó sus dones musicales y Esma y su hermano se unieron pronto al grupo de folclore de su escuela.
En 1957, a los 14 años, fue invitada personalmente a cantar en un concurso de talento escolar en Radio Skopje. Este concierto fue un punto de inflexión: no solo ganó el concurso, compitiendo contra otras 57 escuelas y ganando 9000 dinares, además el líder de la banda nacional y su futuro marido Stevo Teodosievski estaba presente. Después de asegurarse el permiso de sus padres, Esma comenzó una gira con el conjunto musical de Stevo. Según la leyenda, salió de casa con una única maleta que llevaba un vestido y un traje "čoček".

## Carrera (últimos años)
En sus últimos años, Esma mantuvo su popularidad en los Balcanes. En 2002, grabó un dueto con el famoso cantante macedonio Toše Proeski llamado "Magija", incluido en el álbum de Toše Ako Me Pogledneš Vo Oči, publicado en octubre del mismo año.
Su single más conocido, "Čaje Šukarije", está incluido en la banda sonora de la película de 2006 Borat, lo cual según ella se hizo sin su permiso. Junto a Naat Veliov de Kočani Orkestar interpuso una demanda a los productores de la película pidiendo 800.000 euros (USD 1.000.000). Como resultado, Redžepova ganó una compensación de 26 000 €, ya que se concluyó que obtuvieron permiso de su discográfica para usar su canción, aunque ella no fue notificada.
La película Gypsy Caravan (2006) muestra a Esma como una de los cinco artistas romaníes en una gira alrededor de los Estados Unidos.
En la película Rromani Soul (2008), dirigida por Louis Mouchet, Esma aparece como guía de los verdaderos orígenes del pueblo romaní localizados en Kannauj, Uttar Pradesh por el lingüista romaní Marcel Courthiade.

### Festival de Eurovisión 2013
El 28 de diciembre de 2012, Makedonska Radio Televizija (MRT) anunció que un dúo formado por Vlatko Lozanoski y Esma representarían a la República de Macedonia en el Festival de la Canción de Eurovisión 2013 que se celebró en Malmö (Suecia), pero no consiguió el pase a la final, quedando en el puesto 16º con tan solo 28 puntos. Posteriormente se desató una importante polémica por unas supuestas declaraciones de Esma contra el "lobby gay", al que acusaba de ser el culpable de su resultado, arremetiendo también contra los homosexuales que acuden como público al festival.
El mánager de Esma desmintió esta información asegurando que era una historia falsa y que la cantante siempre ha dado su apoyo a minorías, entre ellas a la comunidad homosexual de su país.

## Adscripción política
Redžepova fue miembro del partido "Alternativa Democrática". Tras la disolución del partido, pasó al partido conservador "Partido Democrático por la Unidad Nacional de Macedonia". Tras las elecciones de 2009, se convirtió en concejal del Ayuntamiento de Skopie.

## Discografía selecta
- Songs of a Macedonian Gypsy, con Usnija Jasarova. Monitor Records (ca. 1970)
- Salute to Israel (LP edition), Monitor Records
- Songs of the Macedonian Gypsy, relanzamiento en 1994, Monitor Records

## Películas con Esma Redžepova
- Krst Rakoc. 1962
- Zapej Makedonijo. 1968
- Jugovizija. 1971.
- Im Herzen des Lichts - Die Nacht der Primadonnen. 2002.
- When the Road Bends: Tales of a Gypsy Caravan. 2006
- Rromani Soul. 2008